# Ipoltica (dolina)
Ipoltica je dlouhá dolina na severní straně Nízkých Tater, vyúsťující u vodní nádrže Čierny Váh.
Protéká ní stejnojmenný potok. Vede skrze ni modře značená cesta od vodní nádrže Čierny Váh přes sedlo Priehyba až do Heľpy. V horní části se větví na Ráztoky, Dikulu a Medvedí dolinu.
Geologicky významná lokalita, přecházející kompletním sledem karbonsko-permského souvrství Chočského příkrovu (Hroníka), které se podle typové lokality v dolině nazývají ipoltická skupina (dříve i tzv. melafyrová série).